# Mirjana Ivanuša Bezjak
Mirjana Ivanuša Bezjak, slovenska ekonomistka in predavateljica 
Diplomirala je na Ekonomsko-poslovni fakulteti v Mariboru. Predava na visokošolski ustanovi Alma Mater Europaea in Fakulteti za komercialne in poslovne vede v Celju.
Kot predavateljica se ukvarja s turizmom, upravljanjem s človeškimi viri in tehnologijo blokverige. Je predsednica Društva za kadrovsko dejavnost Mestne občine Maribor, občin Lenarta in Slovenske Bistrice.

### Knjige
- Kako iskati zaposlitev. Maribor: Rotis, 1995 (COBISS)
- O podjetništvu, (Zbirka Kaj moram vedeti). 1. natis. Ljubljana: Gospodarski vestnik, 1996 (COBISS)
- Zaposleni - največji kapital 21. stoletja. 1. izd. Maribor: Pro-Andy, 2006 (COBISS)
- Prisrčno dobrodošli: gostoljubnost in prisrčnost v turizmu in storitvenih dejavnostih. 1. izd. Maribor: Pro-Andy, 2012 (COBISS)
- Gostoljubnost slovenskih turističnih delavcev v in po času korona krize. 1. izd. Maribor: Pro-Andy, 2020. 173 str., ilustr. Zbirka Plus-minus. ISBN 978-961-95191-0-3.(COBISS)

### Študijska gradiva
- Upravljanje s kadri : študijsko gradivo, (Učbeniki VKŠ). 2. izd. Celje: Visoka komercialna šola, 2007 (COBISS)
- Osnove menedžmenta : študijsko gradivo, (Zbirka Učbeniki VKŠ). 1. izd. Celje: Visoka komercialna šola, 2008 (COBISS)
- Osnove poslovodenja : študijsko gradivo, (Učbeniki VKŠ). 5. dopolnjena izd. Celje: Visoka komercialna šola, 2008 (COBISS)
- Osnove menedžmenta (poslovna informatika) : študijsko gradivo, (Učbeniki VKŠ). 1. izd. Celje: Visoka komercialna šola, 2008 (COBISS)
- Osnove vodenja v turizmu : študijsko gradivo, (Učbeniki FKIPV). 1. izd. Celje: Fakulteta za komercialne in poslovne vede, 2009 (COBISS)
- Razvoj kariere: študijsko gradivo, (Učbeniki FKIPV). 1. izd. Celje: Fakulteta za komercialne in poslovne vede, 2009 (COBISS)
- Kadri v turistični dejavnosti: študijsko gradivo, (Učbeniki FKIPV). 1. izd. Celje: Fakulteta za komercialne in poslovne vede, 2010 (COBISS)
- Osnove poslovodenja in menedžmenta, (Zbirka Učbeniki FKPV). 6. izd. Celje: Fakulteta za komercialne in poslovne vede, 2011(COBISS)
- Psihologija vodenja, Evropski center, Maribor, 2013 (COBISS)
- Inženiring in management kakovosti, Evropski center, Maribor, 2013(COBISS)